# Николае Александру
Никола́е Алекса́ндру (рум. Nicolae Alexandru; ум. 16 ноября 1364) — второй воевода Валахии из династии Басарабов с 1351/1352 года. Сын и преемник первого валашского воеводы Басараба I Основателя. До наследования отцу был удельным воеводой Олтении с 1342 года.

## Биография
Николае Александру ещё с 1343 года был соправителем своего отца. В 1351/1352 году после смерти Басараба Основателя Николае Александру стал вторым правителем Валашского княжества. Николае Александру установил союзнические отношения с Византийской империей, Сербским и Болгарским царствами. Николае Александру после продолжительной войны с Венгрией принес формальную вассальную присягу на верность венгерской короне, фактически оставаясь полностью независимым правителем.
В правление Николае Александру Мунтянская (Валашская) православная церковь в мае 1359 года перешла в подчинение Константинопольскому патриархату. Николае Александру получил от патриарха статус автократа, а в Валахии было учреждено архиепископство.

## Семья
Николае Александру был трижды женат. От первого брака с Марией Лакфю имел трёх сыновей и дочь:
- Владислав I (Воевода Влайку) (правил в 1364—1377),
- Раду I (правил в 1377—1383),
- Воислав (ум. 1366),
- Елизавета.

Вторично женился на венгерской католичке Кларе из Дубока, от брака с которой имел двух дочерей: Анна Бесараб, ставшая женой видинского царя Ивана Срацимира, и Анка, вышедшая замуж за царя Сербии Стефана Уроша V.
В третий раз женился на Маргит Дабкай, от брака с которой детей не оставил.